# Željeznička pruga Vinkovci – Vukovar
Vinkovci – Vukovar jednokolosiječna je pruga u Hrvatskoj koja  Vukovar povezuje s hrvatskom željezničkom mrežom preko Vinkovaca.